# Прем'єр-ліга (Кувейт)
Прем'єр-ліга Кувейту (араб. الدوري الكويتي) — найвища футбольна ліга Кувейту, що була заснована в 1961 році. Проводиться під егідою Футбольної асоціації Кувейту.

## Історія
Футбольний турнір було засновано 1961 року. На момент заснування ліга спочатку складалася з команд вищих навчальних закладів, університетів чи поліції. «Аль-Арабі» (Ель-Кувейт) був одним із винятків і переважав на початках створення ліги у першій половині 1960-х. Перший чемпіонат 1962 року клуб переміг без втрати очок і захистив титул у 1963 році. З сезону 1963/64 років у турнірі почали брати учать лише спортивні та футбольні клуби, але «Аль-Арабі» втретє поспіль виграв чемпіонство.
У 1970-ті роки по черзі домінували клуби «Аль-Кадісія» і «Аль-Кувейт». Обидва клуби були сформовані гравцями золотого покоління кувейтської національної збірної. Їхні гравці, такі як Яссем аль-Якуб, Хаммад Бу Хаммад, Фейсал ад-Дахіль, Абдулазіз аль-Анбері і Ахмед аль-Тарабулзі, допомогли збірній в 1976 році дійти до фіналу Кубка Азії, а на наступному турнірі у 1980 році виграти континентальну першість. Після цього 1982 року збірна Кувейту вперше в своїй історії пробилась на чемпіонат світу в Іспанії. Десятиліття 1980-х років знову належало «Аль-Арабі» (Ель-Кувейт) з семи чемпіонствами за десять років.
У сезоні 1989/90 років перемогу здобула команда «Аль-Яхра», ставши першим клубом з-поза меж столиці Ель-Кувейт, що стала чемпіоном країни. Проте вже наступного року турнір не відбувся через війну в Перській затоці.
З 1991 року турнір відновився, але команди були поділені на групи, а чемпіоном стала «Аль-Кадісія». З наступного сезону турнір отримав стандартну кругову форму, а участь у ньому в різні роки брали від 8 до 14 команд.

## Чемпіони
| - 1961-62 : Аль-Арабі - 1962-63 : Аль-Арабі - 1963-64 : Аль-Арабі - 1964-65 : Аль-Кувейт - 1965-66 : Аль-Арабі - 1966-67 : Аль-Арабі - 1967-68 : Аль-Кувейт - 1968-69 : Аль-Кадісія - 1969-70 : Аль-Арабі - 1970-71 : Аль-Кадісія - 1971-72 : Аль-Кувейт - 1972-73 : Аль-Кадісія - 1973-74 : Аль-Кувейт - 1974-75 : Аль-Кадісія - 1975-76 : Аль-Кадісія - 1976-77 : Аль-Кувейт - 1977-78 : Аль-Кадісія - 1978-79 : Аль-Кувейт - 1979-80 : Аль-Арабі | - 1980-81 : Аль-Сальмія - 1981-82 : Аль-Арабі - 1982-83 : Аль-Арабі - 1983-84 : Аль-Арабі - 1984-85 : Аль-Арабі - 1985-86 : Казма - 1986-87 : Казма - 1987-88 : Аль-Арабі - 1988-89 : Аль-Арабі - 1989-90 : Аль-Яхра - 1990-91 : скасовано через війну - 1991-92 : Аль-Кадісія - 1992-93 : Аль-Арабі - 1993-94 : Казма - 1994-95 : Аль-Сальмія - 1995-96 : Казма - 1996-97 : Аль-Арабі - 1997-98 : Аль-Сальмія - 1998-99 : Аль-Кадісія - 1999-00 : Аль-Сальмія | - 2000-01 : Аль-Кувейт - 2001-02 : Аль-Арабі - 2002-03 : Аль-Кадісія - 2003-04 : Аль-Кадісія - 2004-05 : Аль-Кадісія - 2005-06 : Аль-Кувейт - 2006-07 : Аль-Кувейт - 2007-08 : Аль-Кувейт - 2008-09 : Аль-Кадісія - 2009-10 : Аль-Кадісія - 2010-11 : Аль-Кадісія - 2011-12 : Аль-Кадісія - 2012-13 : Аль-Кувейт - 2013-14 : Аль-Кадісія - 2014-15 : Аль-Кувейт - 2015-16 : Аль-Кадісія - 2016-17 : Аль-Кувейт |